# Salpis crepera
Salpis crepera är en fjärilsart som beskrevs av Frederick H. Rindge 1971. Salpis crepera ingår i släktet Salpis och familjen mätare. Inga underarter finns listade.